# Chris Whitaker
Chris Whitaker, född 1982 eller 1983, är en brittisk författare.

## Biografi
Whitaker är född och uppvuxen i London. I sitt skrivande är han påverkad av sin bakgrund som skilsmässobarn med ofullständig skolgång samt ett traumatiskt knivöverfall när han var 19 år. Efter en tid med drog- och alkoholmissbruk utbildade han sig till börsmäklare och fick anställning på en aktiemäklarfirma.
Hans första bok på svenska, Slutet blev vår början (2020 We begin at the end, svensk översättning 2022) blev en stor succé. Böckerna beskrivs som spänningsromaner, men författaren själv framhåller att historierna handlar om besatthet, kärlek och svek samt både starkt ljus och svartaste mörker.

## Utmärkelser
- 2021 – CWA Gold Dagger för We Begin at the end[5]

- 2022 – Priset "Bästa till svenska översatta" för Slutet blir vår början (We begin at the end), utdelat av Svenska Deckarakademin.[6]